# جورجو فرونی
جورجو فرونی (ایتالیایی: Giorgio Ferroni؛ ۱۲ آوریل ۱۹۰۸ – ۱۷ اوت ۱۹۸۱) کارگردان فیلم، فیلم‌نامه‌نویس، تهیه‌کننده و تدوین‌گر اهل ایتالیا بود.
وی کارگردان فیلم‌هایی همچون اسب تروآ، سه آرزو و مایندادس بوده است.